# Засіб захоплення фрагментів
Засіб захоплення фрагментів (англ. Snipping Tool) — програма для створення знімків екрана, включена до Windows Vista та пізніших версій. Вона має можливість робити знімок вікна або всього екрана, обрати область прямокутної або довільної форми. Знімок можна зберегти у вигляді зображення (PNG, GIF або JPEG формату) або вебсторінки, також є можливість надіслати знімок електронною поштою. Засіб захоплення фрагментів дозволяє робити прості редагування знімку екрана, які включають кольорові ручки, гумку та маркер.